# Павел II (епископ Неаполя)
Павел II (лат. Paulus II, итал. Paolo II; умер в 766) — епископ Неаполя (761/762—766).

## Биография
Основным историческим источником о Павле II является написанная в конце IX века Иоанном Диаконом вторая часть «Деяний неаполитанских епископов». Павел II — первый из епископов, упоминаемых этим автором.
О происхождении Павла II сведений не сохранилось. До своего восшествия на епископскую кафедру он был диаконом в одной из церквей Неаполя. По поручению неаполитанских герцогов и епископов он часто ездил послом в Рим, где подружился со своим тёзкой, в 757 году ставшим папой.
В 761 году скончался неаполитанский епископ Кальв, после смерти которого между духовенством и мирянами начались споры об избрании нового главы епархии. В то время Неаполь входил в итальянские владения Византии, правитель которой, император Константин V, был ярым иконоборцем. В городе борьбу с иконами поддерживали герцог Стефан II и жители, а духовенство, вслед за папой римским, осуждало такое пренебрежение священными реликвиями. Вопреки желанию герцога, неаполитанский клир в конце концов избрал главой епархии сторонника иконопочитания Павла II. Новый епископ должен был получить согласие на своё посвящение в сан у папы римского, однако Стефан II девять месяцев не разрешал Павлу II покинуть Неаполь. Только в 762 году тот смог приехать в Рим, где папа Павел I лично провёл церемонию интронизации главы Неаполитанской епархии.
Однако сразу же по возвращению в Неаполь Павел II по повелению герцога Стефана II был изгнан из города. Местом ссылки епископа стали катакомбы Святого Януария, где он провёл два года. Несмотря на это, и здесь Павел II продолжал исполнять свои пастырские обязанности. В том числе, получив согласие Стефана II, он повелел построить в базилике новые триклиний и баптистерий, а также украсить мрамором одну из городских церквей. В 764 году Павел II примирился с герцогом, возвратился в Неаполь и стал вести службы в кафедральном соборе Святой Реституты. Одновременно Стефан II начал оказывать поддержку папе римскому Павлу I, заключившему союз с королём франков Пипином Коротким и королем лангобардов Дезидерием против императора Константина V. Однако окончательно иконопочитание было восстановлено в Неаполе уже после смерти Павла II.
Епископ Павел II скончался в день Пасхи 766 года, будучи главой Неаполитанской епархии четыре года, два месяца и шесть дней. Любимый паствой за свои набожность и благочестие, а также за многие заботы о бедных и обездоленных, он был похоронен в часовне Святого Стефана в базилике Святого Януария. В то время в Неаполе бушевала чума, от которой умерло много мирян и священнослужителей. Не найдя более достойных кандидатов, неаполитанцы потребовали от Стефана II стать их новым епископом. Тот тогда как раз лишился жены и уже сам собирался принять духовный сан. Однако желая и дальше управлять городом, Стефан II потребовал, чтобы за ним был сохранён и герцогский титул. Получив на это по ходатайству неаполитанцев согласие папы римского Павла I, герцог был посвящён в епископский сан. Таким образом в Неаполе впервые произошло соединение светской и церковной власти в одних руках.
Уже вскоре после смерти Павел II стал почитаться неаполитанцами как святой. Об этом свидетельствует упоминание его имени в мартирологе IX века, автор которого использовал для его составления более ранние церковные источники. День памяти святого Павла отмечался 3 марта, но в настоящее время его поминовение в Неаполитанской архиепархии не производится.